# Atelopus pinangoi
Atelopus pinangoi (tên tiếng Anh là Sapito Arlequin De Pinango) là một loài cóc trong họ Bufonidae. Chúng là loài đặc hữu của Venezuela.
Các môi trường sống tự nhiên của chúng là các khu rừng vùng núi ẩm nhiệt đới hoặc cận nhiệt đới, sông, và sông có nước theo mùa. Loài này đang bị đe dọa do mất nơi sống.